# Tarare (Oper)
Tarare (Trara) ist eine Oper in fünf Akten und mit einem Prolog, die in Zusammenarbeit von Pierre-Augustin Caron de Beaumarchais (Libretto) und Antonio Salieri (Musik) entstand. Das von den Ideen der Aufklärung geprägte, subversive Werk wurde in Paris zwei Jahre vor der Revolution uraufgeführt.
Im folgenden Jahr schrieben Salieri und Lorenzo Da Ponte, der zuvor schon die Komödie Le mariage de Figaro von Beaumarchais zum Libretto Le nozze di Figaro für Mozart umgearbeitet hatte, auf Befehl Kaiser Josephs II. die italienische Version Axur, re d’Ormus (A., König von Hormus).

## Entstehung
Beaumarchais war in seiner Jugend Musiklehrer der Töchter Ludwigs XV. Seine Komödie Le Barbier de Séville schrieb er zuerst als Opéra-comique mit selbst arrangierter Musik. 1774 begeisterte ihn die Uraufführung von Christoph Willibald Glucks Iphigénie en Aulide. Im folgenden Jahr verfasste er das Libretto von Tarare in Prosa und die Hälfte der Verse. Die Fertigstellung verzögerte sich aber bis 1784, als der Erneuerer der Oper schon zu alt war, um die Musik zu liefern. Sein Lieblingsschüler Salieri dagegen triumphierte in Paris gerade mit Les Danaïdes, einen Tag vor der Premiere von Le mariage de Figaro. Beaumarchais quartierte den Kammerkomponisten Josephs II. bei sich ein, was es erleichterte, Musik und Text aufeinander abzustimmen.
In einer an die Abonnenten der Oper gerichteten Erklärung bezeichnete Beaumarchais das damalige Musiktheater als langweilig, weil es die Hierarchie seiner Elemente, nämlich: 1. Handlung, 2. Wort, 3. Musik und 4. Tanz, auf den Kopf stelle. Es gelte, diese wiederherzustellen.

## Handlung
Tarere spielt in einer orientalischen Despotie, wo es zu einer Revolution kommt.

### Prolog

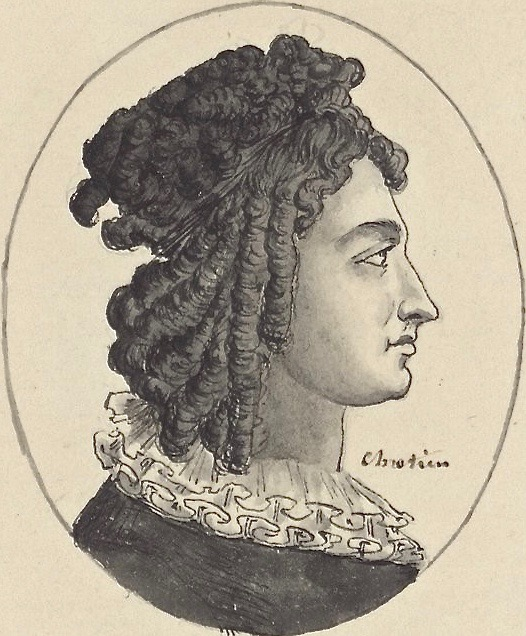
Sang die Natur: Mademoiselle Joinville.

(Wolken, die eine herrliche Landschaft enthüllen und wieder verhüllen)
Die Natur zeigt dem Genius des Feuers die Schatten ungeborener Menschen, deren Anlagen sie aus denjenigen unzähliger Generationen mischt, um daraus eine neue zu formen. Sie bezeichnet es als lächerlich, wenn die Mächtigen und Großen glaubten, aus besserem Stoff zu sein als ihre Mitbürger. Sie lässt den Genius des Feuers entscheiden, ob Atar oder Tarare – die Ähnlichkeit der Namen weist auf die von der Aufklärung postulierte Gleichheit der Menschen hin – König werden soll. Im Bewusstsein, mit einem Fehlentscheid ein Jahrhundert unglücklich machen zu können, wählt er Atar; Tarare wird Soldat. Die anderen Schatten protestieren: Niemand solle seinem Bruder befehlen. Die Natur entgegnet, diese große Idee werde sich erst in glücklicheren Zeiten verwirklichen lassen.

### Ausgangssituation

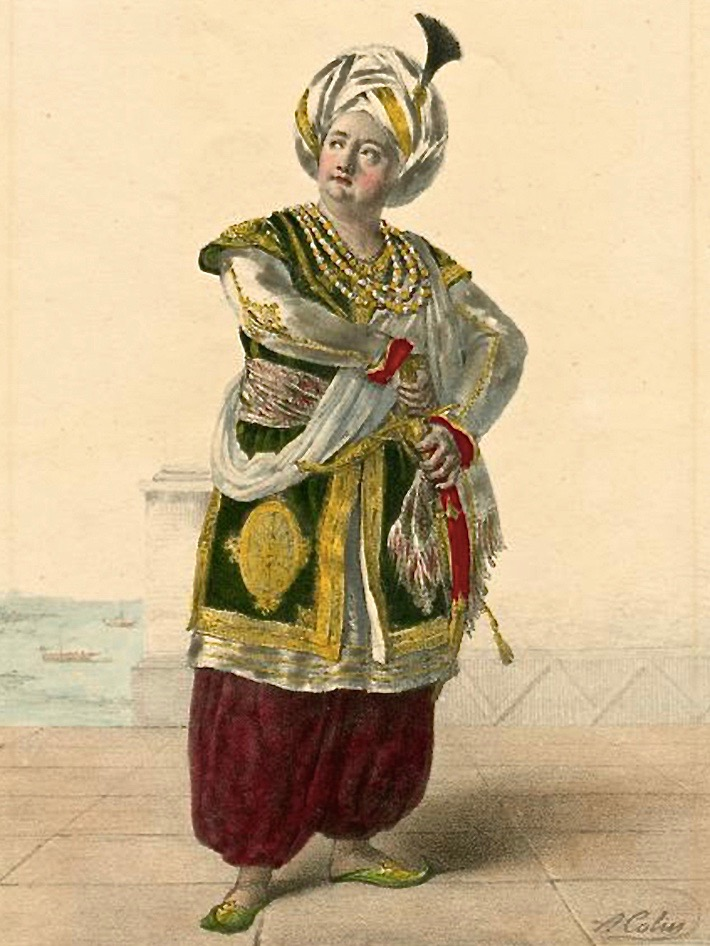
Nach Alexandre-Marie Colin: Adolphe Nourrit als Tarare (1823).

Der tyrannische König Atar hasst den ebenso tugend- wie heldenhaften Milizenführer Tarare, obwohl ihn dieser einst vor dem Ertrinken gerettet hat. Er beneidet ihn um seine Beliebtheit und um seine Frau Astasie, mit der er, statt mit wechselnden Sklavinnen zu schlafen, eine glückliche Einehe führt. Im Auftrag Atars verwüstet Armeegeneral Altamort Tarares Gärten, ermordet seine Sklaven, brennt sein Landhaus nieder und entführt Astasie.

### 1. Akt
(Saal im Palast von Atar)
Szenen 1 f.: Der Chef der Eunuchen Calpigi bittet Atar vergeblich um Gnade für Tarare, dem auch er sein Leben und darüber hinaus seine Stellung verdankt. Der König befiehlt ihm, zur Überführung Astasies in sein Serail ein Fest zu veranstalten.
Szenen 3–5: Die Entführte wird wie eine Jagdbeute hereingetragen. Einen Sklaven, der Mitleid mit ihr bekundet, erdolcht Atar. Er gibt Astasie den Decknamen Irza und beauftragt die Intrigantin Spinette, sie auf ihre Pflichten als königliche Konkubine vorzubereiten.
Szenen 6 f.: Tarare hält den Überfall auf sein Landgut für das Werk christlicher Korsaren. Atar, der sich nichts anmerken lässt, schenkt ihm einen neuen Palast und hundert Tscherkessinnen. Er verspottet ihn wegen seiner Liebe zu Astasie. Tarare aber ist entschlossen, seine Frau zu befreien. Atar beauftragt Altamort, Tarare auf der Suche nach den „Briganten“ zu begleiten und nicht lebend zurückkehren zu lassen.

### 2. Akt

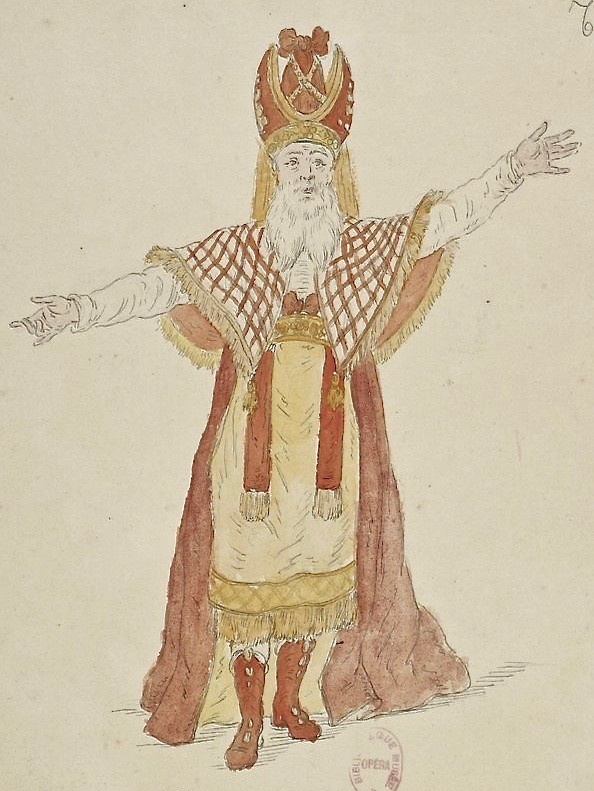
Arthenée (1787).

(Platz vor dem Palast von Atar und dem Tempel von Brahma)
Szenen 1–3: Arthenée wird von Atar beauftragt, seinen Sohn Altamort durch ein Orakel zum Kommandanten der Strafexpedition gegen die „Briganten“ bestimmen zu lassen. Dabei machen Priester und König kein Hehl daraus, dass  die Religion für sie nur ein Mittel zur Beherrschung des Volkes ist.
Szenen 4–6: Calpigi informiert Tarare, dass sich Astasie im Serail des Königs befindet und dass Altamort sie entführt hat. Er anerbietet sich, an der meerseitigen Mauer der Serailgärten eine seidene Leiter zu befestigen, mit deren Hilfe Tarare die Gattin in der Nacht befreien kann.
(Das Portal des Tempels verschwindet, so dass man dessen Inneres sieht.)
Szenen 7 f.: Der zum Werkzeug der Vorsehung bestimmte Knabe Élamir wird von Arthenée instruiert, Altamort zu nennen, nennt aber aus Versehen Tarare. Der Beifall des Volkes und der Soldaten zwingt Atar, die Ernennung zu bestätigen. Tarare schwört öffentlich Rache. Altamort nennt ihn einen arroganten Nichtadligen. Tarare erwidert, statt Ahnen habe er Siege vorzuweisen, während Altamort noch ein halbes Kind sei. Er verabredet sich mit ihm zum Duell.

### 3. Akt

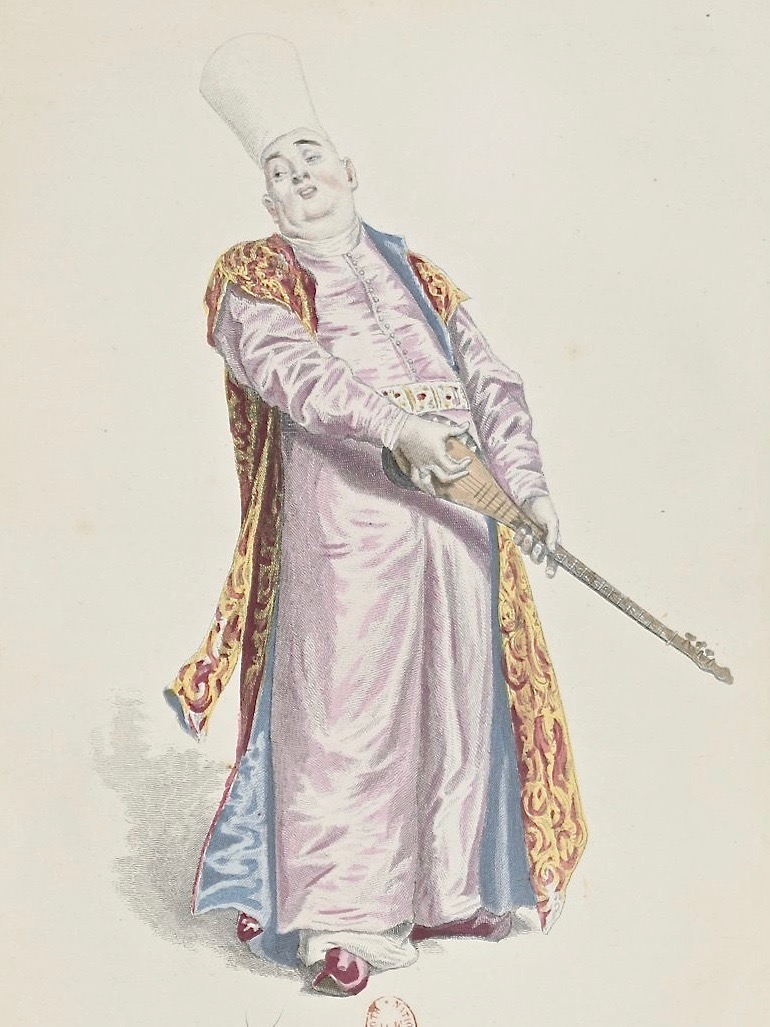
Émile Bayard: Calpigi (1876).

(Gärten des Serails, illuminiertes Parterre mit Diwan unter Baldachin)
Szenen 1–3: Das für den folgenden Tag geplante Fest soll nach Atars Willen sofort stattfinden. Urson schildert den Verlauf des Duells zwischen Tarare und Altamort, bei dem Ersterer seinen verwundeten Beleidiger am Leben ließ.
Szene 4: Das Corps de ballet karikiert die Gesellschaft Europas, indem es galante Tänze als Schäfer verkleideter Adliger mit derben Springtänzen von Bauersleuten konfrontiert. Der Chor rühmt, die (adlige) Ehefrau genieße Freiheit in der Liebe. Spinette nennt Ehegott Hymen einen Despoten, die Liebe eine Republik. Atar krönt „Irza“ zur Sultanin. Calpigi muss seine Lebensgeschichte erzählen: Seiner schönen Stimme wegen ließ ihn der geldgierige Vater kastrieren. Spinette heiratete ihn nur, um ungeniert der Libertinage frönen zu können. Aus Rache verkaufte er sie einem Korsaren. Doch dieser entführte auch ihn und kettete ihn ans Bett seiner Frau. Als er die beiden dem Schah von Persien verkaufen wollte, rettete ihn Tarare. Dass bei der Nennung dieses Namens Jubel ausbricht, ärgert Atar. (Video auf YouTube; Calpigi: Eberhard Lorenz) Er folgt Astasie in ihr Appartement.
(Es ist sehr dunkel.)
Szenen 5–7: Tarare überwindet die Mauer, obwohl er verfolgt wurde. Calpigi hat alles vorbereitet, um ihn in einen stummen Schwarzen zu verwandeln. Von Athasie abgewiesen, will Atar sich rächen, indem er dem Stummen den Kopf abschlägt, ihn unkenntlich macht und der Widerspenstigen als jenen Tarares präsentieren lässt. Da dies ihren Widerstand aber nicht brechen würde, beschließt er stattdessen, sie zur Strafe mit dem Stummen zu verheiraten.

### 4. Akt
(Salon im Appartement von Astasie)

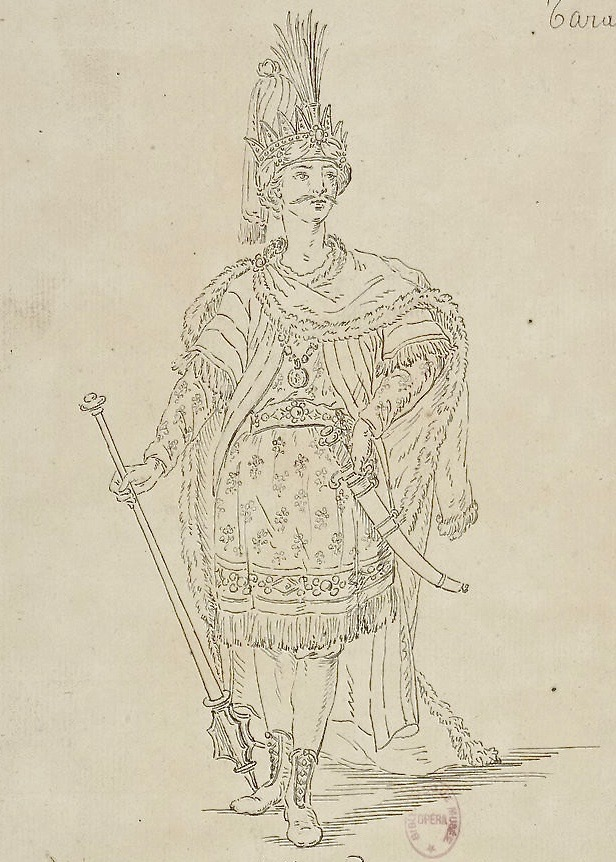
Atar (1787).

Szenen 1–4: Astasie ist entschlossen zu sterben, wenn der König sie zwingt, seine Frau zu werden. Von Calpigie erfährt sie dann, wie sich Atar für die erfahrene Zurückweisung rächen will. Damit er sie nicht mit dem Stummen verheiraten kann, stattet Astasie Spinette mit den Insignien der Sultanin aus und versteckt sich.
Szenen 5 f.: Der verkleidete Tarare wird zur verkleideten Spinette geführt, die ihn hässlich, aber gut gebaut findet. Als er merkt, dass er nicht Astasie vor sich hat, und ihm Spinette gesteht, dass sie in Tarare verliebt ist, vergisst er vor Überraschung, den Stummen zu spielen. Spinette zieht ihm die Maske aus, erkennt ihn aber nicht (oder gibt vor, es nicht zu tun) und macht ihm Avancen. (Video auf YouTube; Tarare: Howard Crook; Spinette: Anna Caleb)
Szenen 7 f.: Auf Befehl Atars soll Urson den Stummen töten. Calpigi informiert ihn, wer dieser in Wirklichkeit ist. Darauf vollstreckt Urson das Urteil nicht, verhaftet Tarare jedoch. Calpigi sieht nun nicht nur dessen Leben und das seinige, sondern auch dasjenige Atars in Gefahr. Denn, so sagt er (gleich zweimal): „Der Missbrauch der höchsten Macht endet immer damit, sie zu untergraben.“

### 5. Akt
(Zu einer Hinrichtung auf dem Scheiterhaufen vorbereiteter Innenhof des Palasts)
Szenen 1–4: Atar freut sich auf Tarares Tod, doch Calpigi ist flüchtig. Arthénée soll den „Mörder seines Sohnes“ verurteilen, hat aber ein schlechtes Vorgefühl. Verzweifelt, weil er Astasie nicht wiedergefunden hat, verlangt Tarare selber seine Hinrichtung. Altamort habe Atar eine andere Frau überbracht. Der König solle sich vor einem Aufstand hüten. Spinette gesteht, sich als „Irza“ ausgegeben zu haben. Arthémée verurteilt Tarare und Astasie. Die beiden erkennen sich wieder. Als Atar befiehlt, nur Tarare hinzurichten, zieht Astasie einen Dolch, um mit ihm zu sterben.
Szenen 5 f.: Eunuchen berichten, die Palastwache sei überwältigt, das Tor gestürmt worden. Calpigi erscheint mit Urson und der gesamten Miliz. Die Soldaten stürzen den Scheiterhaufen um. Tarare versucht, sie vom Meutern abzuhalten. Doch sie erklären Atar für abgesetzt und, auf Vorschlag Calpigis, Tarare zu dessen Nachfolger. Atar erdolcht sich, nicht ohne zuvor noch die Macht an Tarere zu übergeben und diesem dadurch den Vorwurf zu ersparen, sie usurpiert zu haben.
Szenen 7–10: Tarare lehnt die Königswürde ab und will sich mit Astasie ins Privatleben zurückziehen. Da er aber immer noch gefesselt ist, kann ihn Arthenée, von Urson angewiesen, gegen seinen Willen krönen. Alle huldigen ihm, Calpigi und Urson lösen seine Fesseln. Wolken senken sich herab, denen die Natur und der Genius des Feuers entsteigen, um den Akt zu sanktionieren. Am Ende der Oper verkünden sie, was gleichzeitig in Flammenschrift auf den Wolken zu lesen ist:

„Mensch! Deine Größe auf Erden

Ist mitnichten dein Stand,

Sondern allein dein Charakter.“

## Erfolg und Wiederentdeckung

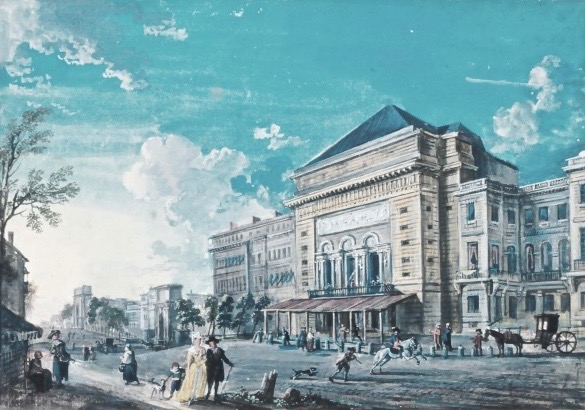
Jean-Baptiste Lallemand: Die Pariser Oper (um 1790).

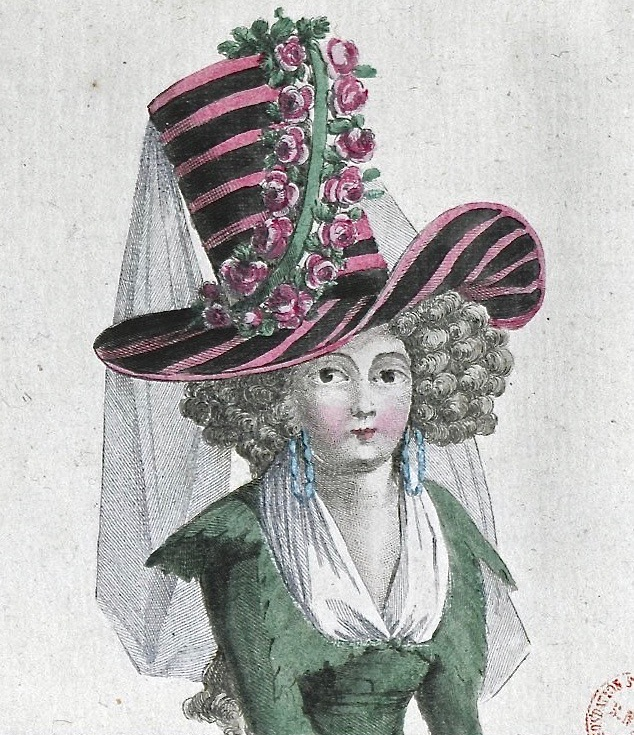
Duhamel nach Jean-Florent Defraine: Damenhut à la Tarare (1787).

Die Inszenierung erforderte über 70 Sänger und Sängerinnen und über 30 Tänzer und Tänzerinnen; der Aufwand belief sich auf 200 000 Livres. 50 000 Livres für Bühnenbild und Kostüme steuerte der königliche Haushalt bei. Die Premiere, der die Brüder des Königs beiwohnten, war ein Erfolg. Als das Publikum gegen alle Regeln die Autoren zu sehen verlangte, zwangen Tänzerinnen Salieri, auf der Bühne zu erscheinen, während Beaumarchais sich nicht zeigte.
Ob ihnen die Oper gefiel oder nicht – Größe billigten ihr die Zeitgenossen zu. Während aber Mouffle d’Angerville sie als „theatralisch-musikalisches Monstrum“ bezeichnete, schrieb Gudin de La Brenellerie: „Es war sicher die gewaltigste Erfindung und die stärkste moralische Idee, die man bis dahin auf irgendeine Bühne gebracht hatte.“

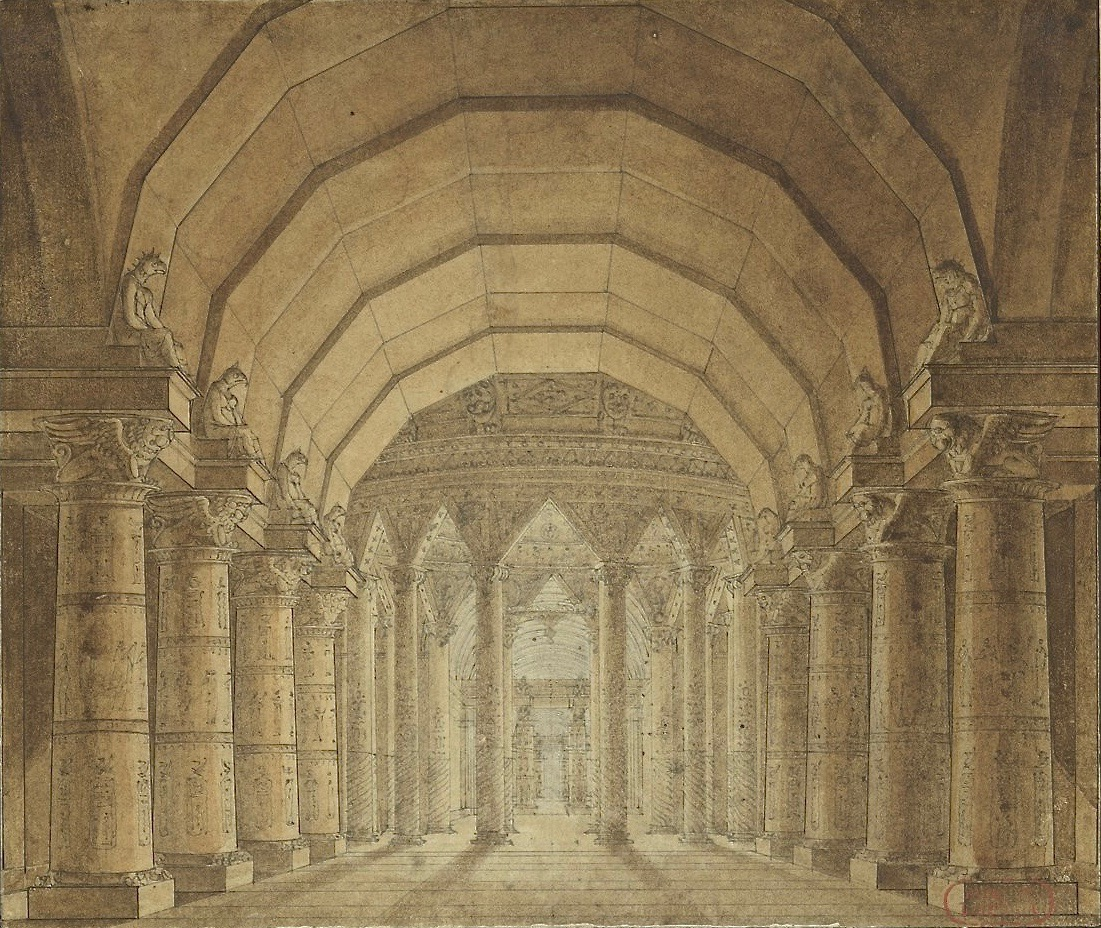
Charles Percier: Bühnenbild zu Tarare (1795).

Bis Ostern 1788 erlebte Tarare 33 Vorstellungen. Die Oper beeinflusste selbst die Mode. Nach dem Ende des Ancien Régime wurde das zeitgebundene Werk vier Mal – das erste Mal noch von Beaumarchais selber – den veränderten politischen Bedingungen angepasst, was mit seiner völligen Verstümmelung endete.
Im Vorwort der Ausgabe von 1790 rechnete sich Beaumarchais zu den „besorgten Denkern, die gezwungen waren, ihre Ideen zu verschleiern, die sich in Allegorien hüllten und mühsam der Revolution das Feld bereiteten“. Im damals entstandenen Nachspiel Couronnement de Tarare (Krönung von T.) gestattet der Titelheld Priestern und Nonnen die Heirat, Calpigi und Spinette die Scheidung. Auch wendet er sich halbherzig gegen die Sklaverei (wobei auf geschmacklose Weise karikierte Schwarze auftreten). Andererseits werden Sansculotten in die Schranken gewiesen: Soldaten, friedliche Bürger, junge Bauersleute und – als Warnung vor einer gewaltsamen Niederschlagung der Revolution? – Priester des Todes tragen Transparente mit Slogans, die sich gegen die Anarchie als Feindin der Freiheit richten.
In dieser Form wurde Tarere in Paris bis 1792 aufgeführt, in verstümmelter Form bis 1826, in Hamburg (wo Beaumarchais während der Terrorherrschaft Zuflucht gefunden hatte) noch 1841. Um 1880 veröffentlichte Gustave Lefèvre einen Klavierauszug. Die Partitur wurde 1978 von Rudolph Angermüller neu herausgegeben, allerdings als bloßer Nachdruck der Ausgabe von 1787. Wiederaufführungen intimeren Zuschnitts als die Originalinszenierung fanden 1988 an den Schwetzinger Festspielen und 1991 an der Opéra national du Rhin in Straßburg, Colmar und Mülhausen statt.

## Video
- Mitschnitt der Koproduktion des Badischen Staatstheaters Karlsruhe, des Théâtre national de l’Opéra de Paris und der Schwetzinger Festspiele, mit den Deutschen Händel-Solisten, Jean-Claude Malgoire (musikalische Leitung), Jean-Louis Martinoty (Inszenierung), Heinz Balthes (Bühnenbild); Solisten: Gabriele Rossmanith (Natur), Klaus Kirchner (Genius des Feuers), Jean-Philippe Lafont (Atar), Howard Crook (Tarare), Zehava Gal (Astasie), Nicolas Rivencq (Arthenée), Hannu Niemelä (Altamort), Jean-François Gardeil (Urson), Eberhard Lorenz (Calpigi), Anna Caleb (Spinette), Süddeutscher Rundfunk Stuttgart 1988, DVD Arthaus Musik 100557 (Video auf YouTube) (Video auf YouTube).

## Libretto
- Tarare, Opéra en cinq actes, avec un prologue, et un discours préliminaire, représenté pour la première fois, sur le théâtre de l’Académie-royale de musique, le vendredi 8 juin 1787, Deuxième édition, P. de Lormel, Paris 1787[33] (Digitalisat).
- Tarare, Mélodrame en cinq actes, avec un prologue, représenté pour la première fois, sur le théâtre de l’Opéra, le 8 juin 1787, Troisième édition, augmentée du Couronnement de Tarare, représenté le 3 d’Auguste 1790, P. de Lormel, Paris 1790 (Digitalisat).
- Pierre Larthomas, unter Mitwirkung v. Jacqueline Larthomas (Hrsg.): Beaumarchais, Œuvres, Gallimard (Bibliothèque de la Pléiade), Paris 1988, ISBN 2-07-011137-7, S. 511–596, 1427–1475.

## Partitur

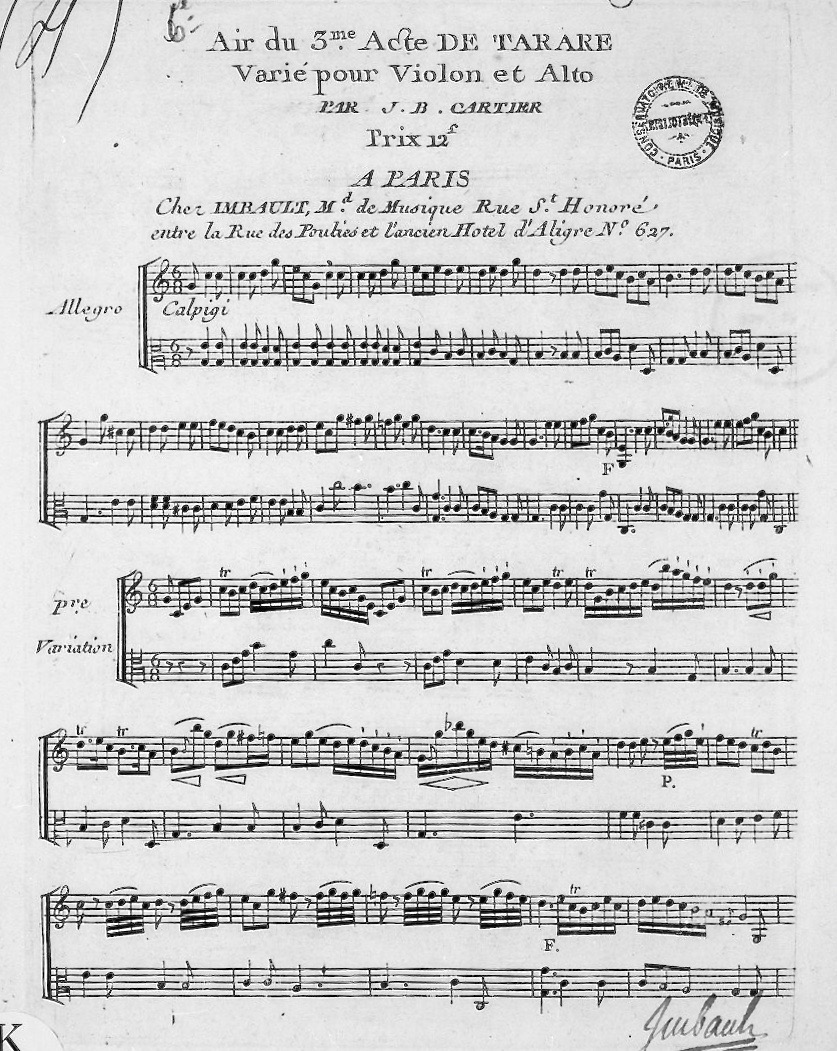
Jean-Baptiste Cartier: Bearbeitung der Arie von Calpigi im 3. Akt (1790).

- Tarare, Opéra en cinq actes avec un prologue, Représenté pour la première fois sur le théâtre de l’Académie royale de musique le vendredi 8 juin 1787, Paroles de M. de Beaumarchais, Musique de M. Salieri, maïtre de chapelle de la Chambre de Sa Majesté l’Empereur, Deuxième édition, Imbault, Paris o. J.

## Adaptionen
- Antonio Salieri (Libretto: Lorenzo Da Ponte): Axur, re d’Ormus, Wien 1788.[34]
- Johann Simon Mayr (Libretto: Felice Romani): Atar ossia Il serraglio d’Ormus, Genua 1814.[35]